# Marek Krejčí
Pour les articles homonymes, voir Krejčí.
Marek Krejčí, né le 20 novembre 1980 à Bratislava et mort le 26 mai 2007 dans un accident de voiture près de Maitenbeth (Allemagne), est un footballeur slovaque.
Il possède une sélection en équipe de Slovaquie.

## Carrière
- 1996-2000 : Inter Bratislava  Slovaquie
- 2000-2001 : Spartak Trnava  Slovaquie
- 2001-2003 : Győri ETO FC  Hongrie
- 2003-2004 : Artmedia Petržalka  Slovaquie
- 2004-2007 : Wacker Burghausen  Allemagne

## Palmarès
- 2 Coupe de Slovaquie : 2000, 2004
- 1 Championnat de Slovaquie de football : 2000